# 인실좆

## 개요
(전략) 인생이란건 실전이야 좆만아 (후략) — 2009년, 오늘의 유머 게시글에 있던 댓글에서

법을 무시하고 막나가는 사람에게 대할 때 쓰이는 표현. 짧고 굵게 법↗규↘라고도 한다.
유래는 2009년 오늘의 유머에 폭행을 당했다는 하소연을 하고 싶어하는 회원의 글이 올라왔는데, 이를 조언하면서 댓글로 "인생은 실전이야 좆만아"라는 글이 회원들에게 공감을 이끌어내면서 인터넷 밈으로 자리잡게 되었다. 전문은 3줄 정도로 조금 길지만, 저 부분만 흔하게 인실좆으로 줄여서 자주 사용된다.

## 의미
보통 좆문가나 돌팔이에 해당되는 사람이 진짜 전문가를 만나서 털리는 경우나, 세상 무서운 줄 모르고 날뛰는 철없는 중고딩들이 깽판을 치거나, 아무런 죄의식이 없는 사람들이 범죄를 대수롭게 저지르다가 잡혀서 경찰서에 끌려가 데꿀멍하게 되는 경우에 사용하는 단어이다.
특히나 저작권 관련 의식이 없어서 저작권법 위반 행위를 상습적으로 저지르거나, 자신의 잘못에 대해 반성하기는커녕 오히려 적반하장으로 나올 경우 이들의 분란 유발 행위를 끝내기 위한 대응책이기도 하다. 실제로 경찰서에 끌려가 형을 살고 나올 경우 취업에 어느 정도 제한을 받기 때문이다.
1. ↑  폭행을 당햇습니다.. 글의 댓글, 2009년 10월 21일 0시 52분 작성
2. ↑  법 법(法)자에 법 규(規)자를 쓴다. '법대로 하겠다'는 뜻과 '엿먹어라'라는 뜻이 모두 담겨 있는 중의적인 표현이기도 하다.
3. ↑  온라인 거래시 사기치는 행위나 심한 정도의 악플을 다는 경우